# Kardam
Kardam (en búlgaro: Кардам) fue gobernante de Bulgaria  (777 - después de 796 pero antes de 803). 
El nombre de Kardam se encontró por primera vez en las fuentes bizantinas en 791, cuando el emperador Constantino VI se embarcó en una expedición contra Bulgaria, en represalia por las incursiones búlgaras en el valle de Struma desde 789. Kardam se había adelantado a la invasión bizantina y se reunió con el enemigo cerca de Adrianópolis en Tracia. El ejército bizantino fue derrotado y puesto en fuga. 
En 792 Constantino VI llevó a otro ejército contra los búlgaros y acamparon en Marcelae (cerca de Karnobat), que procedieron a fortificar. Kardam llegó con su ejército el 20 de julio y ocupó las alturas vecinas. Después de pasar un tiempo sin que las dos fuerzas hicieran ningún movimiento, Constantino VI cedió a los consejos tranquilizadores de un falso profeta y ordenó el ataque. Pero las fuerzas bizantinas perdieron la formación y una vez más fueron derrotadas y puestas en fuga, mientras que Kardam capturaba la tienda imperial y los sirvientes del emperador (batalla de Marcellae). Después de su regreso a Constantinopla, Constantino VI firmó un tratado de paz y se comprometió a pagar un tributo anual a Bulgaria. 
En 796 el gobierno imperial era recalcitrante y Kardam consideró necesario exigir el tributo al mismo tiempo que amenazaba con devastar Tracia si no se le pagaba. Según el cronista Teófanes el Confesor, Constantino VI se burló de la demanda enviando excrementos en lugar de oro como "homenaje" y prometiéndole que llevaría un nuevo ejército contra el viejo Kardam en Marcelae. Una vez más, el emperador se dirigió al norte, y de nuevo se encontró con Kardam en las cercanías de Adrianópolis. Los ejércitos se enfrentaron durante 17 días sin entrar en batalla, mientras que los dos monarcas probablemente entraban en negociaciones. Se evitó el conflicto final y se reanudó la paz en los mismos términos que en el año 792. 
El reinado de Kardam representa el restablecimiento del orden en Bulgaria, que había sufrido de una rápida rotación de los gobernantes y habían sido derrotados repetidamente por los bizantinos en los tres primeros cuartos del siglo VIII. Kardam no sólo se mantuvo firme contra de Constantino VI (que trataba de emular a su abuelo mucho más exitoso y homónimo Constantino V), sino que pudo haber tenido éxito en la precipitación de una crisis en la corte bizantina, donde los repetidos fracasos de Constantino VI, debilitaron la posición del emperador y fue destronado por su madre Irene en 797. Kardam probablemente no sobrevivió mucho tiempo a su oponente, ya que no se menciona después de 796, y murió en el año 803. Le sucedió su sobrino Krum.